# Корнгольд, Эрих Вольфганг
Э́рих Во́льфганг Ко́рнгольд (нем. Erich Wolfgang Korngold; 29 мая 1897[…], Брно, Моравская марка, Австро-Венгрия[…] — 29 ноября 1957[…], Голливуд, Калифорния) ― австрийский и американский композитор, дирижёр и педагог.

## Биография
Родился в еврейской семье, отец — музыкальный критик Юлиус Корнгольд (1860―1945). Уже в раннем детстве проявлял выдающиеся музыкальные способности, в том числе в композиции. В 1906 году Густав Малер по прослушивании сочинённой им кантаты предрёк ему славу гения и посоветовал продолжить образование у Александра фон Цемлинского. Написанный Корнгольдом в возрасте 11 лет балет «Снеговик» был поставлен в Венской опере и произвёл настоящую сенсацию.
Следующими его сочинениями были фортепианное трио и фортепианная соната ми мажор. Последняя привлекла внимание Артура Шнабеля, который играл её в своих концертах по всей Европе. О Корнгольде восторженно отзывались ведущие европейские музыканты ― Артур Никиш, Джакомо Пуччини, Рихард Штраус, Ян Сибелиус, Бруно Вальтер, Энгельберт Гумпердинк, Карл Гольдмарк.
В возрасте 14 лет Корнгольд написал своё первое оркестровое сочинение (увертюру), а в 1914 ― две оперы: «Кольцо Поликрата» и «Виоланта». Пик популярности Корнгольда наступил сразу после окончания Первой мировой войны, когда он пишет свои крупнейшие сочинения ― Фортепианный концерт (предназначенный для левой руки и написанный по заказу Пауля Витгенштейна), оперы «Мёртвый город» и «Чудо Элианы». Премьера «Мёртвого города» состоялась, когда композитору было всего 23 года. В это время он также занимается доработкой и оркестровкой классических оперетт (в том числе Иоганна Штрауса), преподаёт в Венской академии музыки теорию музыки и дирижирование.
В 1934 году Корнгольд получает приглашение от Макса Рейнхардта в Голливуд для работы над фильмом «Сон в летнюю ночь». Не имея возможности вернуться в Австрию из-за аншлюса, он остаётся в США и в течение ряда лет активно работает над киномузыкой. После войны Корнгольд возвращается к традиционным жанрам музыки, пишет концерты для скрипки (премьеру которого дал Яша Хейфец) и виолончели, Симфоническую серенаду для струнных и Симфонию фа-диез мажор. Однако романтический стиль его сочинений не вписался в картину стремительно развивающейся европейской музыки послевоенной поры, и к концу жизни Корнгольд был совершенно забыт. Лишь к концу XX века началось возрождение музыки композитора, многие его сочинения были исполнены в концертах и записаны.
В творческом наследии Корнгольда важное место занимает киномузыка. Среди фильмов, над которыми он работал ― «Одиссея капитана Блада», «Энтони несчастный», «Приключения Робина Гуда» и многие другие. Киномузыка Корнгольда отмечена богатым мелодизмом, лирикой и сложным полифоническим письмом. Композитор трактовал фильм как «оперу без пения» и не возражал против исполнения своей киномузыки в концертах. В 1936 и 1937 годах ему присуждалась премия «Оскар» за лучшую музыку к фильму.

## Основные сочинения
Оперы
- Поликратов перстень (1916)
- Виоланта (1916)
- Мёртвый город (1920), по роману «Мёртвый Брюгге»
- Чудо Элианы (1927)
- Катрин (1937)

Оркестровые сочинения
- Симфониетта, Op. 5 (1912)
- Увертюра «Sursum Corda», Op. 13 (1919)
- Концерт для фортепиано с оркестром Cis-dur, Op. 17 (1923, для левой руки)
- Концерт для скрипки с оркестром D-dur, Op. 35 (1937―1945)
- Концерт для виолончели с оркестром C-dur, Op. 37 (1946)
- Симфоническая серенада для струнных, Op. 39 (1947)
- Симфония Fis-dur, Op. 40 (1952)

Камерные сочинения

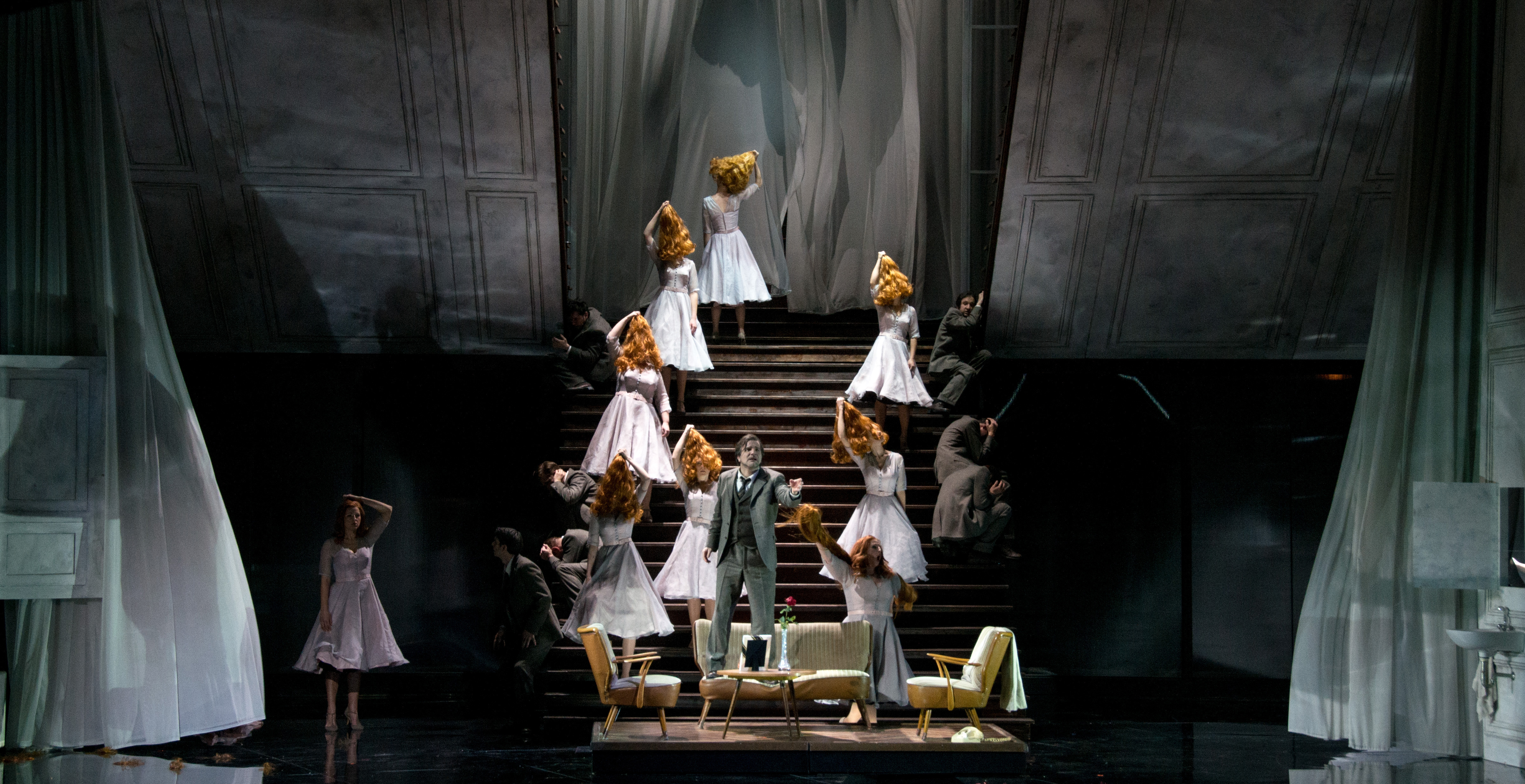
Современная постановка оперы «Мёртвый город»

- Три фортепианных сонаты (1908, 1910, 1931)
- Фортепианное трио (1909)
- Соната для скрипки и фортепиано (1912)
- Струнный секстет (1914―1916)
- Фортепианный квинтет (1921)
- Три струнных квартета (1923, 1933, 1945)
- Для фортепиано: «Дон Кихот», «Сказочные картины», «Сказки Штрауса» и другие сочинения
- Песни и романсы для голоса с фортепиано
- Музыка к более чем 20 кинофильмам